# 堀了介
堀 了介（ほり りょうすけ、1945年4月10日 - ）は、日本のチェリスト。東京音楽大学教授、副学長、日本チェロ協会副会長、サイトウ・キネン・オーケストラ、水戸室内管弦楽団メンバー。チェリストの堀沙矢香は娘。

## 経歴
東京都出身。8歳より齋藤秀雄にチェロを師事。桐朋女子高等学校音楽科卒業後、1967年の桐朋学園大学オーケストラ研究生の時、第36回日本音楽コンクール第1位入賞。1968年に読売日本交響楽団に入団するも1年で退団し、1969年にウィーン・コンセルヴァトリウム音楽大学に入学。
1970年の卒業後、ジュネーヴにてピエール・フルニエに2年間師事。帰国後、NHK交響楽団に入団し、1979年に退団するまで首席奏者を務めた。 2005年に久保陽子、弘中孝とピアノ・トリオを結成。日本音楽コンクール以外にも、数多くの審査員を務めている。

## 受賞歴
- 1967年 第36回日本音楽コンクール 第1位[5]